# Togo
 Ovo je glavno značenje pojma Togo. Za druga značenja pogledajte Togo (razdvojba).
Togo je država u zapadnoj Africi. Na jugu izlazi 56 km dugom obalom na Gvinejski zaljev, dio Atlantskog oceana, a graniči na zapadu s Ganom, na sjeveru s Burkinom Faso i na istoku s Beninom. Togo je među državama svijeta površinom najsličniji Hrvatskoj (veći je za 243 km²).

## Zemljopis
Zemlja se prostire u smjeru sjever-jug u duljini od oko 550 km, sa širinom od 40 do 130 km. Zbog izduženog oblika Togo zahvaća više zemljopisnih zona koje se nastavljaju iz susjednih zemalja: na krajnjem jugu nalazi se obalna nizina s plitkim lagunama, na sjeveru i jugu reljef je ravan ili valovit (sjevernu ravnicu pokriva savana), dok se u središtu i na krajnjem sjeverozapadu teren izdiže (najviša točka Agou, 986 m).
Na jugu u obalnoj nizini nalaze se brojna jezera od kojih je najveće jezero Togo. Dalje na sjeveru nalazi se Ouatachi plato koji je širok 30-ak km sa 60 do 90 m nadmorske visine. Taj kraj se naziva i Terre de Barre, prema crvenkastom tlu bogatim željezom. Sjeveroistočno se nalazi plato visine oko 500 m koji drenira rijeka Mono i njene pritoke. Zapadno i jugozapadno je planinski lanac Togo (s najvišim vrhom Toga, Agou 986 m) koji se prostire u Benin (gdje se naziva Atakor) i u Ganu (gdje se naziva Akwapim).
Sjeverno od planinskog lanca nalazi se pješćano-kameni plato, kroz koji protječe rijeka Oti, jedan od glavnih pritoka rijeke Volta.
Na krajnjem sjeverozapadu Toga nalazi se više područje koje karakteriziraju stijene granita i gnajsa. 
Klima je tropska s prosječnim godišnjim temperaturama od 27.5 °C (81.5 °F) na obali, te do 30 °C (86 °F) u najsjevernijim dijelovima, koji imaju suhu klimu s karakteristikama tropske savane. Na jugu su dva kišna razdoblja (prvi od travnja do srpnja i drugi od rujna do studenoga) s manjom prosječnom količinom padalina.
Togo je administrativno podijeljen u pet regija. Od sjevera prema jugu regije su Savanes, Kara, Centrale, Plateaux i Maritime.

## Povijest
U vremenu od 11. stoljeća do 16. stoljeća, razna plemena prolazila su područjem iz različitih smjerova: plemena Ewé s istoka, plemena Mina i Guin sa zapada od kojih je većina naselila obalna područja. Trgovina robljem počela je u 16. stoljeću te je obalna regija postala glavno područje europljanima za nabavu robova. Portugalci su izgradili svoje utvrde u susjednoj Gani (kod Elmina) i Beninu (kod Ouidah), dok Togo nije imao prirodnih luka, pa nije bilo izgrađenih utvrda.
O povijesti Toga prije dodira s Europljanima malo je poznato. U 18. stoljeću obalu današnjeg Toga kontrolirala je Danska, ali krajem 19. stoljeća u velikom valu europske kolonizacije ovo je područje zauzela Njemačka. Njemački Togo (Togoland) uključivao je i istočni dio današnje Gane. Poslije Prvog svjetskog rata, mandat nad bivšom njemačkom kolonijom je dobila Liga naroda koja je podijelila koloniju na istočni i zapadni dio, te na upravljanje dala Velikoj Britaniji zapadni dio, a Francuska je dobila istok s većinom prometne infrastrukture koju su izgradili Nijemci.
Poslije Drugog svjetskog rata, UN je dobio mandat, dok je u njegov ime nastavljena uprava Velike Britanije i Francuske. Potkraj kolonijalnoga doba u Togu je bilo 970 983 domorodaca prema 841 Europljaninu.
Kad su se 1950-ih afričke zemlje počele pripremati za dekolonizaciju, postavilo se pitanje sudbine podijeljenog Toga. Britanski se Togo na plebiscitu 1956. izjasnio za priključenje britanskoj Zlatnoj obali i dvije su kolonije stvorile neovisnu Ganu. U francuskom je dijelu 1960. proglašen samostalni Togo. Godine 1963. u državnom je udaru svrgnut i ubijen prvi predsjednik Sylvanus Olympio, a 1967. u novom je udaru na vlast došao načelnik glavnog stožera oružanih snaga, potpukovnik (kasnije general) Étienne Eyadéma.
Eyadéma se kombinacijom klijentelizma i represije održao na vlasti sve do smrti u veljači 2005. po čemu je rekorder među afričkim vođama. Godine 1974. proveo je afrikanizaciju svih osobnih imena u zemlji, promijenivši vlastito u Gnassingbé. Tijekom 1970-ih stanje togoanskog gospodarstva poboljšalo se zahvaljujući prihodima od fosfata, ali kad su početkom 80-ih cijene fosfata na svjetskom tržištu pale Togo je zahvatila duboka gospodarska kriza. Eyadéma je uspio preživjeti val demokratizacije u Africi 1990-ih i pobijediti na trima izborima koje su međunarodni promatrači raznoliko ocijenili. Na mjestu predsjednika naslijedio ga je sin Faure Gnassingbé.

## Stanovništvo
Stanovništvo Toga sastoji se od oko 20 etničkih skupina. Dvije najveće su narod Ewe koji živi na jugu i Kabye sa sjevera. Ova su dva naroda u nedavnoj togoanskog povijesti često bila politički sukobljena (dugogodišnji predsjednik Eyadéma pripadao je narodu Kabye i mnogi su ga optuživali za favoriziranje sjevernog dijela zemlje). Jezici Ewea i Kabyea služe i međusobnom sporazumijevanju manjih skupina. Francuski je jezik uprave i višeg obrazovanja. U državi je obavezno školovanje u trajanju od šest godina. 
Vjerski, više od polovice stanovnika pripada domaćim religijama. Kršćana je nešto manje od 30%, a muslimana oko 20%.
Veći gradovi u državi su: Lomé (749700 stanovnika), Sokodé (117811 stanovnika), Kara (104207 stanovnika), Kpalimé (95974 stanovnika), Atakpamé (80683 stanovnika), Bassar (61845 stanovnika), Tsévié (55775 stanovnika).

## Gospodarstvo
Togoansko gospodarstvo temelji se na komercijalnoj i nekomercijalnoj poljoprivredi te rudarstvu i trgovini. Najvažnije izvozne kulture su pamuk, kava i kakao. Izvoze se i fosfati.
BDP je za 2004. procijenjen na 1600 USD po stanovniku (mjereno po PPP-u).

## Šport
Najpopularniji šport u državi je nogomet (togoanska nogometna reprezentacija). Na ljetne olimpijske igre Togo šalje svoje natjecatelje od olimpijskih igara 1972., dok na zimskima nisu nastupali. Prvu olimpijsku medalju osvojio je kajakaš Benjamin Boukpeti 12. kolovoza 2008. (brončana medalja u K1 kajak slalomu).